# 나카무라 유야 (1986년)
나카무라 유야(일본어: 中村 祐也, 1986년 4월 14일 ~ )는 일본의 전 축구 선수이다.

## 구단 경력
그는 2005년부터 2018년까지 J리그의 우라와 레즈, 쇼난 벨마레, FC 마치다 젤비아에서 활동하였다.